# إدموند لونسديل
إدموند لونسديل (بالإنجليزية: Edmund Lonsdale)‏ هو سياسي أسترالي، ولد في 31 أكتوبر 1843 في أستراليا، وتوفي في 4 أكتوبر 1913. حزبياً، نشط في حزب التجارة الحرة. وقد انتخب عضو الجمعية التشريعية نيو ساوث ويلز وانتخب عضو مجلس النواب الأسترالي عن دائرة نيو إنجلند ‏ (16 ديسمبر 1903 – 12 ديسمبر 1906).